# Parafia św. Michała Archanioła w Puszczy Mariańskiej
Parafia Świętego Michała Archanioła w Puszczy Mariańskiej – parafia rzymskokatolicka należąca do dekanatu Wiskitki diecezji łowickiej. Erygowana w 1917. Mieści się przy ulicy księdza Stanisława Papczyńskiego. Duszpasterstwo w niej prowadzą księża marianie.